# Tovarisjj Abram
Tovarisjj Abram (russisk: Товарищ Абрам) er en russisk stumfilm fra 1919 af Aleksandr Rasumnyj.

## Medvirkende
- Pjotr Baksjejev
- Dimitri Buchowetzki som Abram
- Vera Orlova
- Polikarp Pavlov